# أقبلك (أغنية)
أقبلك (أو أنا أقبلك) هي أغنية للمغنية البريطانية ديزيري استعملت الأغنية التي ألفها المغني تيموثي أتاك موسيقى تصويرية لفيلم روميو + جولييت للمخرج باز لورمان عام 1996 وكذ ألبوم أستوديو ديزيري الثالث Supernatural عام 1998. سجلت الموسيقى بألات بسيطة تألفت من بيانو وبعض الأدوات الوترية فقط ما جعلها تلقى إشادة واستقبالاً واسعا من قبل النقاد بسبب لحنها العاطفي وإنتاجها الضئيل.
صدرت الأغنية لأول مرة في أستراليا في 24 فبراير 1997 حيث ظهرت على قائمة أريا تشارتس لأفضل الأغاني الموسيقية الأسترالية وتصنيف المملكة المتحدة للأغاني المنفردة UK Singles Chart. رافق فيديو كليب الأغنية الذي صورته المغنية أداءها ومشاهد من فيلم روميو + جولييت في حين وظفت الأغنية موسيقى تصويرية خلال الحفل المتنكر لبطلي الفيلم.
تمت إعادة غناء الأغنية بطريقة (covers) من قبل عدد من الفنانين أبرزهم تايلور داين (2008) وستان ووكر (2010) وبيونسيه (2007) هذه الأخيرة التي صوّرت فيديو كليبا موسيقيًا أعادت تسميته بـ «ما زال في الحب (أقبلك)». وبسبب تغيير العنوان ومقطع فيديو الموسيقي الذي يتعارض مع شروط حقوق النشر قام مالكوا حقوق الأغنية بتقديم دعوى قضائية ضد بيونسيه وممثليها. ليتم جلب الأغاني المنتهكة واتفاق الجانبان على التنازل على القضية مع التحيز.